# RC Cola

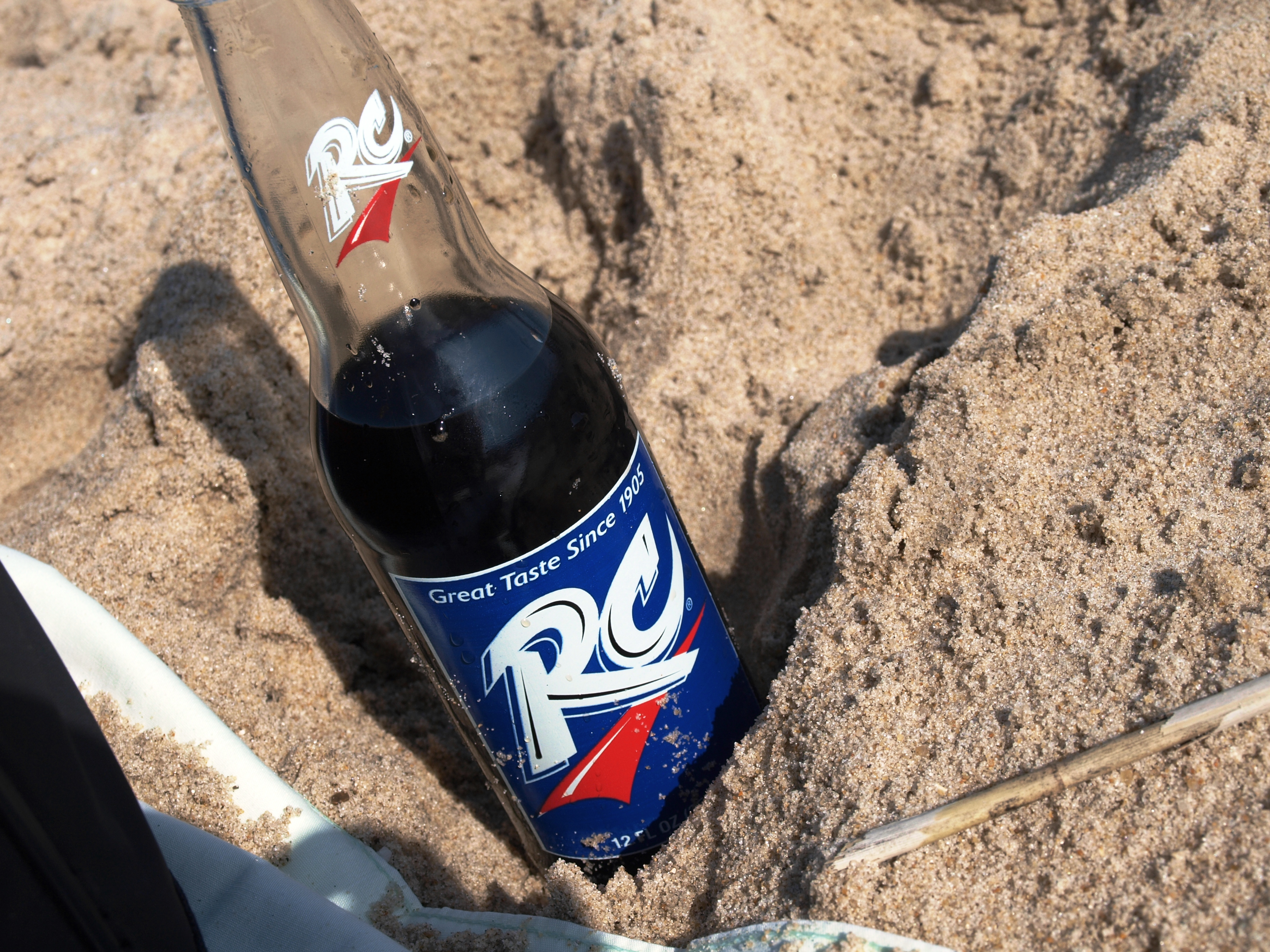
Eine Flasche RC Cola

RC Cola (auch Royal Crown Cola) ist eine Colamarke, die 1905 in Columbus im US-Bundesstaat Georgia von dem Apotheker Claud A. Hatcher entwickelt wurde. Sie gehört zur Dr Pepper Snapple Group.

## Geschichte
Hatcher entwickelte für das Lebensmittelgeschäft seiner Familie eine Reihe von Getränken, die er unter dem Namen Royal Crown vertrieb. Seine erste Colamarke nannte er Chero-Cola. Zudem verkaufte er unter der Marke Royal Crown Ginger Ale und Root Beer.
Aufgrund der guten Verkaufszahlen gründete Hatcher seine Firma Chero-Cola Co. und entwickelte eine Reihe von Fruchtgetränken. Sechzehn Jahre nach der Gründung wurde die Firma in Nehi Corporation umbenannt. 1933 starb Hatcher, und sein damaliger Stellvertreter H.R. Mott übernahm das Unternehmen. Mott wollte die Chero-Cola verbessern und beauftragte den Chemiker Rufas Kamm, dem Getränk einen neuen Geschmack zu geben. Nach sechs Monaten Entwicklungszeit wurde die neue Cola unter dem Namen Royal Crown, der ursprünglichen Getränkereihe Hatchers, veröffentlicht. 1940 waren Produkte der Firma bereits in 47 (der damals 48) Staaten der USA zu kaufen. Wegen des Erfolges der Royal Crown Cola wurde das Unternehmen in Royal Crown Cola Co. umbenannt. 1954 produzierte Royal Crown die ersten Getränkedosen. Im Jahr 2000 wurde RC Cola an Cadbury Schweppes plc verkauft. Heute (2017) gehört das Unternehmen zur Dr Pepper Snapple Group, die 2008 aus Cadbury Schweppes ausgegliedert wurde.

## Produkte
Neben RC Cola werden diverse Light-Versionen vertrieben. Die gewöhnliche Light-Cola von RC heißt Diet Rite, zudem gibt es Versionen ohne Koffein (RC 100), mit Kirschgeschmack (Diet Cherry RC) und eine mit Zuckerrohr gesüßte Variante (Royal Crown Draft cola).